# Typhlodaphne platamodes
Typhlodaphne platamodes é uma espécie de gastrópode do gênero Typhlodaphne, pertencente a família Borsoniidae.